# خط اوتسونومیا
خط اوتسونومیا (به ژاپنی: 宇都宮線, Utsunomiya-sen) یکی از خطوط قطار شرکت راه‌آهن شرق ژاپن است. این خط یک قسمت ازخط اصلی توهوکو است. این خط ایستگاه اوئنو را به ایستگاه کوروایسو در استان توچیگی متصل می‌کند. در حال حاضر این خط دارای ۳۳ ایستگاه می‌باشد.